# تاريخ تنقية المياه

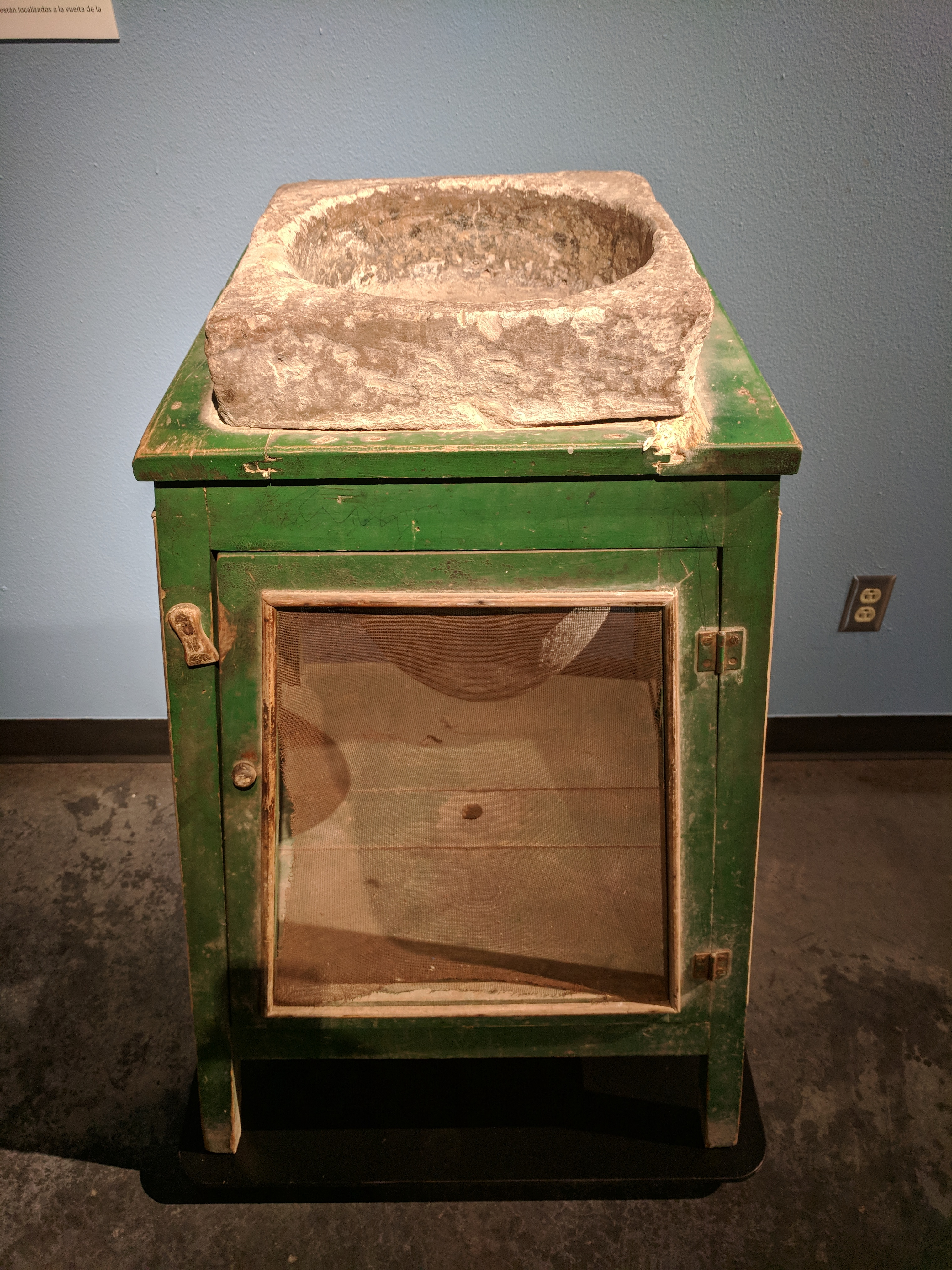
فلتر ماء حجري

تاريخ تنقية المياه (بالإنجليزية: History of water filters)، هي فكرة قديمة قام السكان القدماء باستخدامها عبر التاريخ، لضمان سلامة ونقاء المياه سواء لغايات الشرب أو الاستحمام، أما في العصر الحالي أصبحت تستخدم الفلاتر في الصناعة والتجارة، وتطورت معالجة المياه بالتطورات التي طرأت على الصحة العامة.

## الصحة
- لم يربط الناس بعد بين الماء غير النقي والمرض ولم يكن لديهم التكنولوجيا اللازمة للتعرف على الكائنات الحية عديمة الطعم والضارة في الماء.

- بعد قرون، بدأ أبقراط، الأب الشهير للطب، في إجراء تجاربه الخاصة في تنقية المياه.

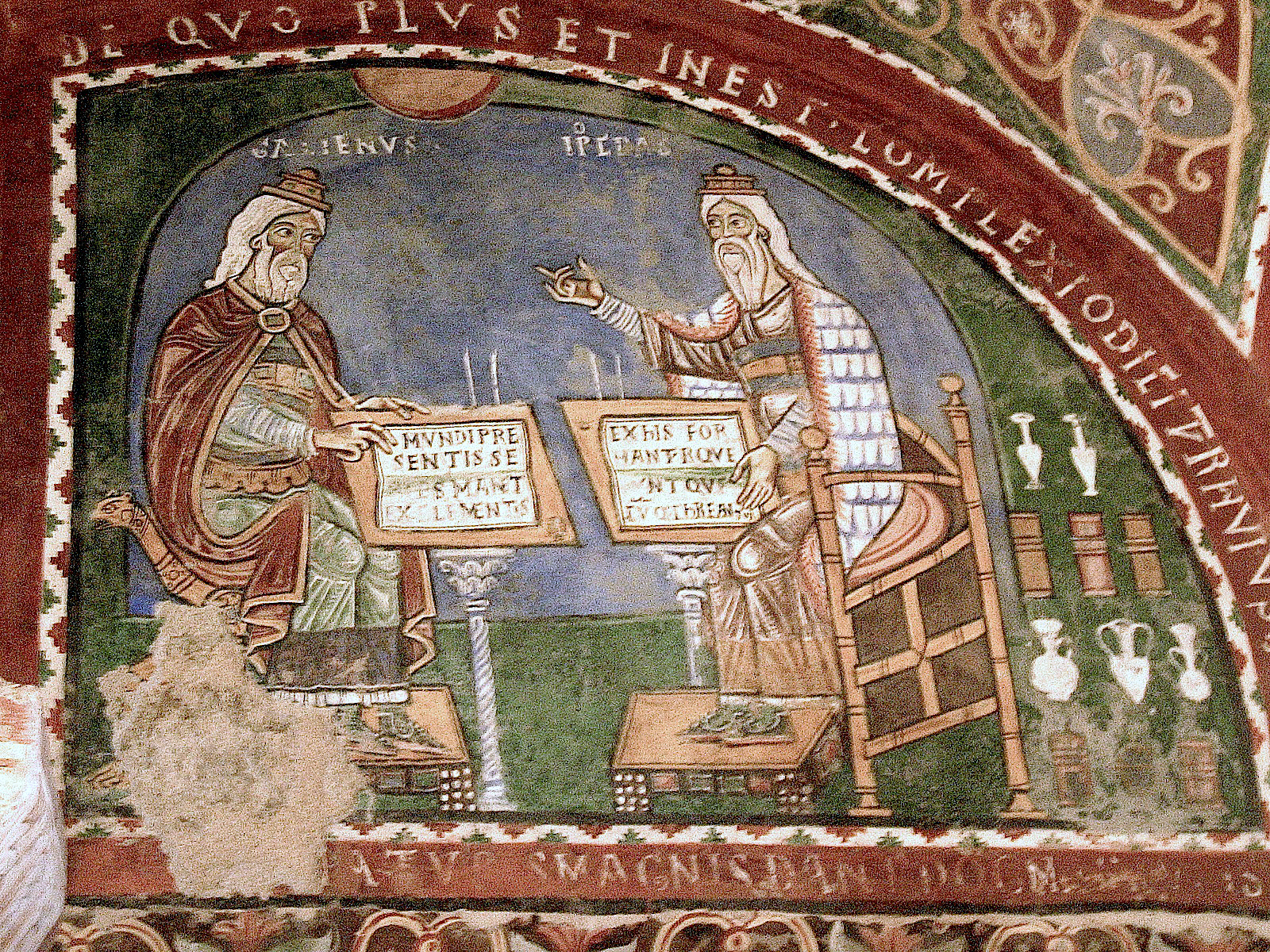
لوحة جدارية لجالينوس وأبقراط، من القرن الثاني عشر. قام الأخير بتصميم مرشح مياه بدائي

- صمم أبقراط مرشحًا خامًا للمياه "لتنقية" المياه التي يستخدمها لمرضاه، وعُرف هذا المرشح لاحقًا باسم "كم أبقراط"، وكان عبارة عن كيس من القماش يمكن سكب الماء من خلاله بعد غليه. وكان القماش يحبس أي رواسب في الماء تسبب طعمًا أو رائحة كريهة.[5]

## المرشحات الرملية
تستخدم المرشحات كخطوة في عملية معالجة المياه لتنقية المياه.
هناك ثلاثة أنواع رئيسية:
- المرشحات الرملية السريعة.[6]

- المرشحات الرملية ذات التدفق العلوي.

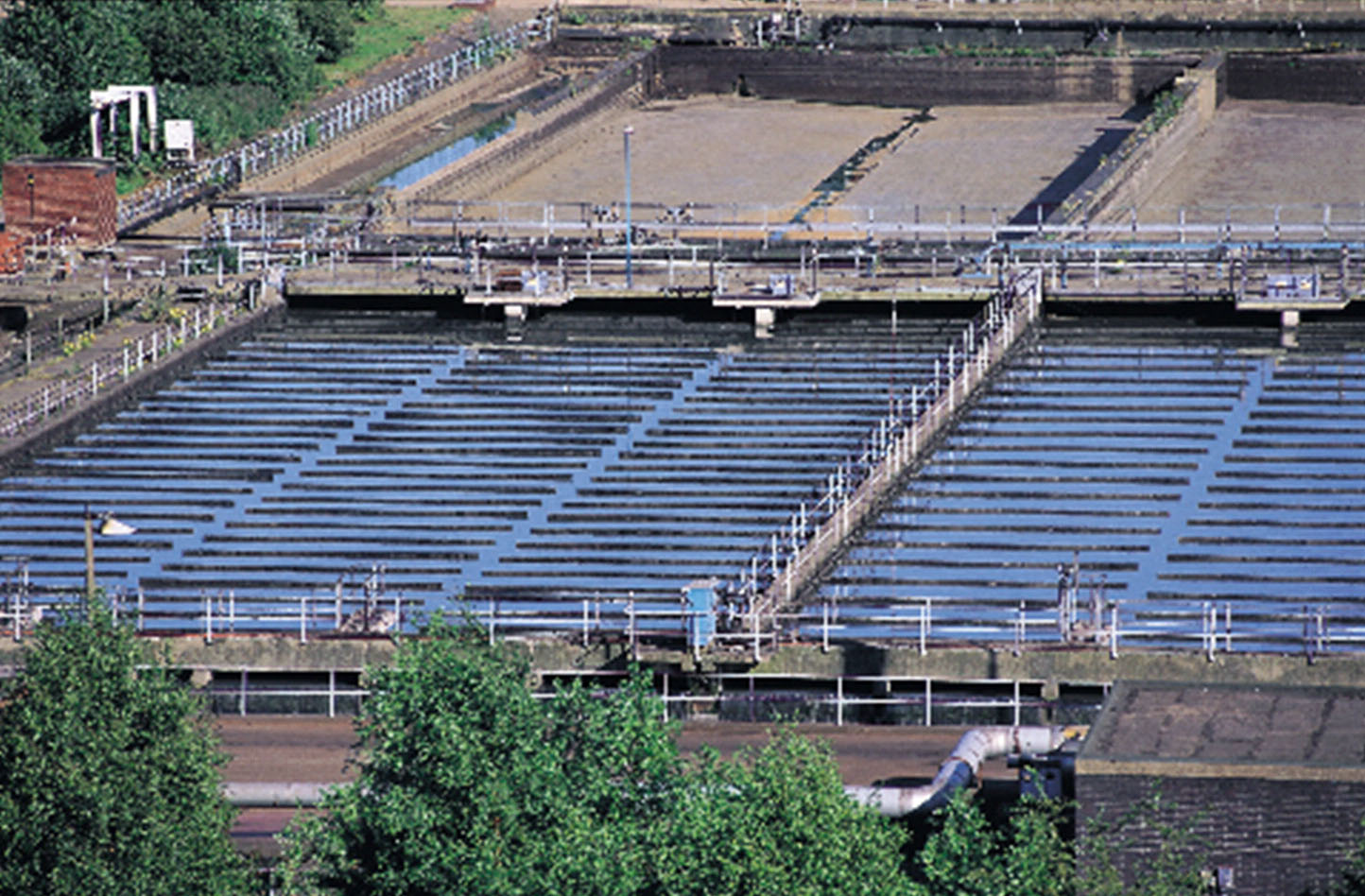
صور من مرشحات الرملية

- صور من مرشحات الرملية الرملية البطيئة.[7]

### الاستخدامات في الصناعة

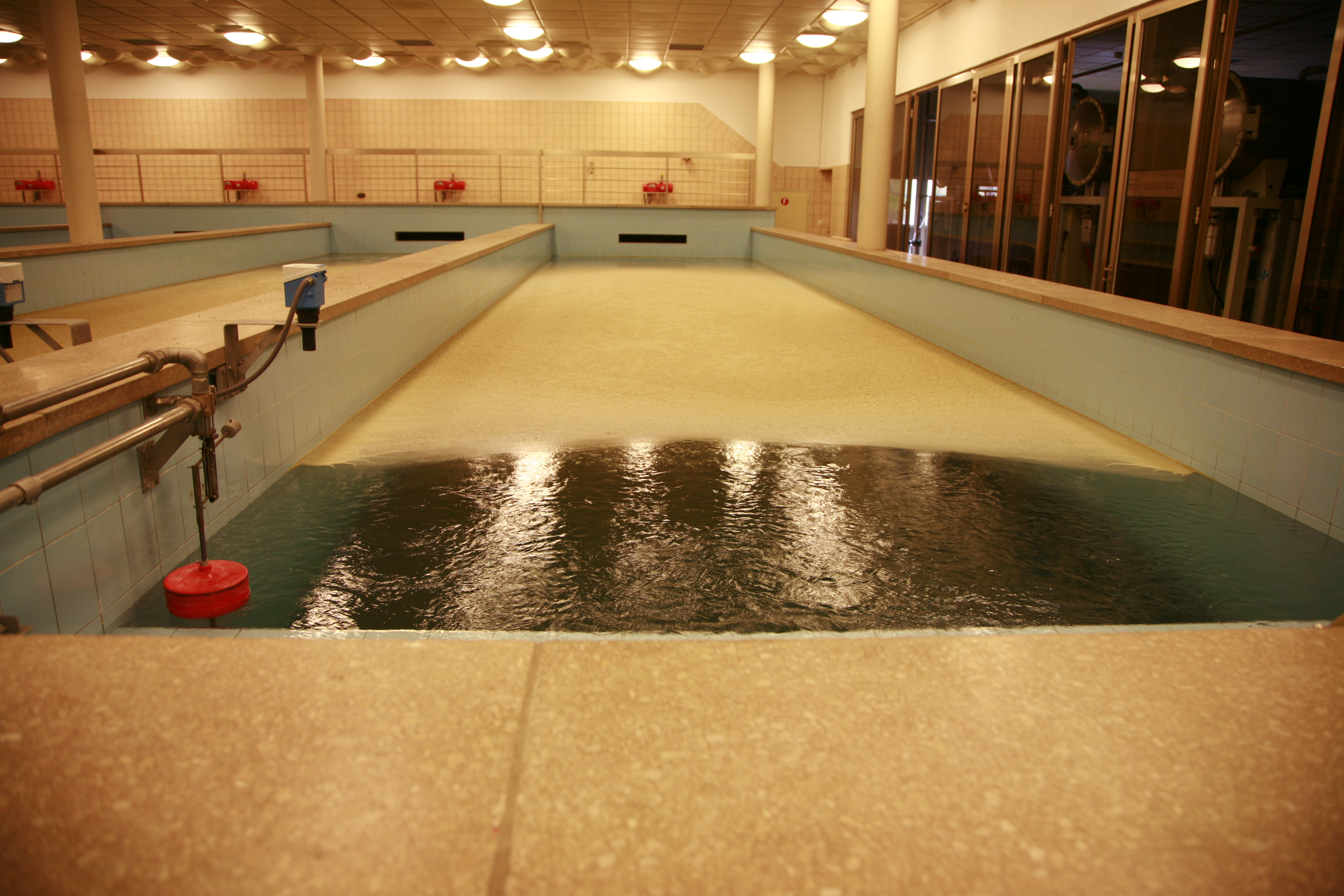
تنقية المياه

تُستخدم المرشحات الرملية في مختلف القطاعات والعمليات، حيث يلزم إزالة المواد العالقة من المياه أو مياه الصرف الصحي على نطاق واسع.
- القطاعات التي يتم فيها تنفيذ الترشيح الرملي تشمل: إنتاج مياه الشرب، حمامات السباحة، غسيل السيارات، معالجة المياه الجوفية، المسالخ، صناعة تجهيز الفواكه والخضروات، المشروبات، صناعة المواد الغذائية، المعالجة السطحية للمعادن،إنتاج مياه التبريد، وتحضير مياه الشرب، والترشيح المسبق في معالجات الكربون النشط وأنظمة الأغشية، وترشيح مياه حمامات السباحة. إزالة الحديد من المياه الجوفية باستخدام التهوية والترشيح الرملي.[8]

- التنقية النهائية لمياه الصرف الصحي ومتابعة ترسيب المعادن وترسيبها وإزالة آثار الحمأة المعدنيه  الناتجة عن إنتاج الحديد والصلب والسبائك غير الحديدية.

- يستخدم ترشيح مياه الأمطار لتصفية الملوثات من الجريان السطحي.[9]

## تاريخ تنقية المياه
- يعود أقدم المحاولات المسجلة لإيجاد أو إنتاج مياه نقية إلى عام 2000 قبل الميلاد.

- وقد حددت الكتابات السنسكريتية المبكرة طرق تنقية المياه. وتتراوح هذه الطرق بين غلي الماء أو وضع أدوات معدنية ساخنة فيه قبل شربه إلى ترشيح هذا الماء من خلال مرشحات الرمل الخام أو الفحم.[10]

- تشير هذه الكتابات إلى أن الدافع الرئيسي وراء تنقية المياه كان توفير مياه شرب ذات مذاق أفضل، ونظيف أيضًا.

- في القرن الثامن عشر، تم إستخدام أول مرشحات مياه للإستخدام المنزلي. كانت هذه المرشحات مصنوعة من الصوف والإسفنج والفحم.[11]

- كانت معالجة المياه تعتمد على الترشيح الرملي البطيء، وتوزيع المياه بواسطة الخيول والعربات.

- في عام 1804، تم بناء أول محطة معالجة مياه بلدية فعلية صممها روبرت توم في إسكتلندا.

- تم ابتكار مرشحات الضغط الأوتوماتيكية، حيث يتم دفع المياه تحت الضغط من خلال نظام الترشيح، في عام 1899 في إنجلترا..

- تم تطبيق معايير محدودة لمياه الشرب لأول مرة في الولايات المتحدة في عام 1914.

- في عام 1972، تمت الموافقة على قانون المياه النظيفة من خلال الكونجرس وأصبح قانونًا، مما يتطلب من المنشآت الصناعية تحسين إجراءات النفايات بشكل استباقي من أجل الحد من تأثير الملوثات على مصادر المياه العذبة.

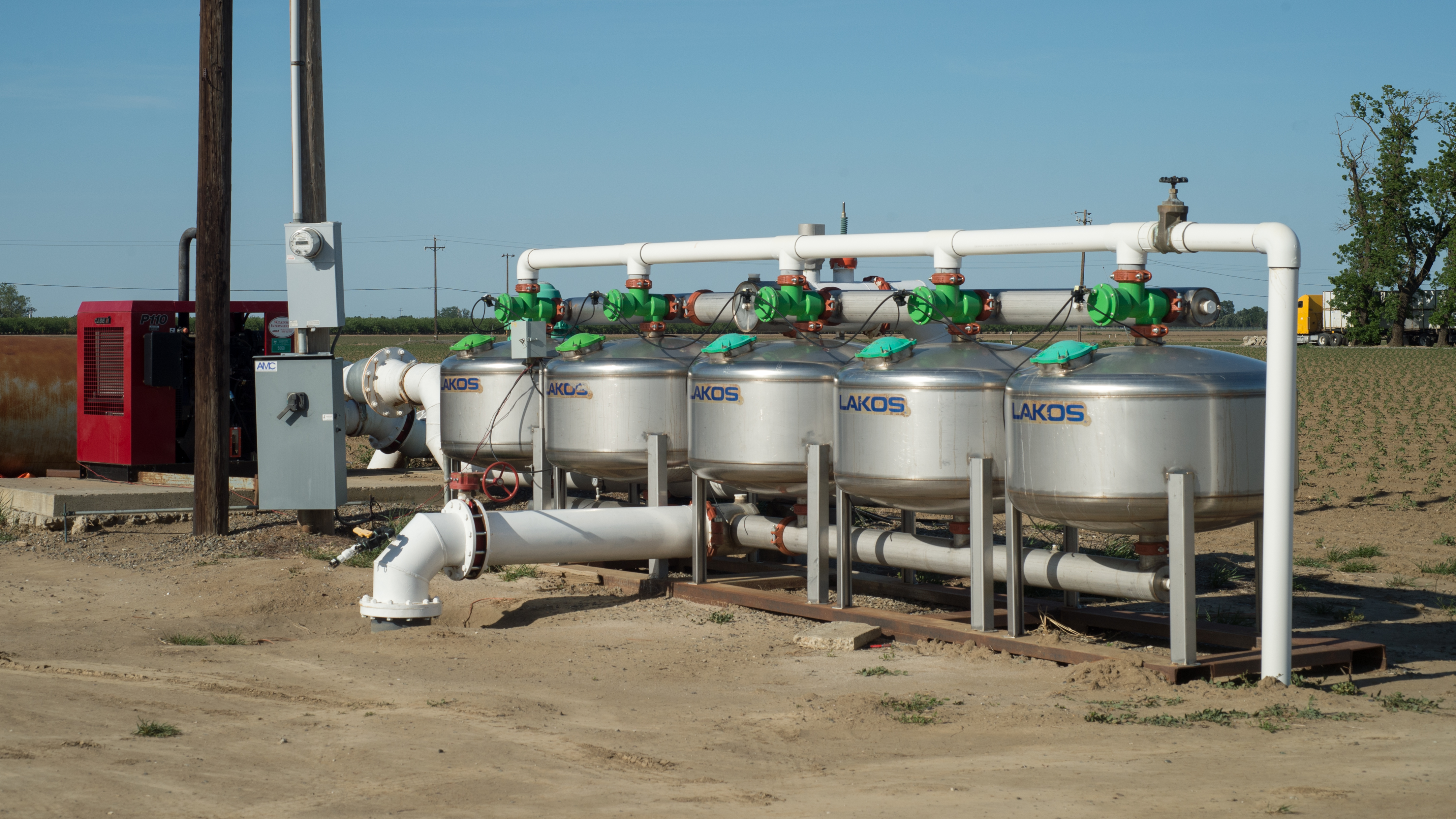
مرشحات المياه

- مرشحات المياه في عام 1974، تم اعتماد قانون مياه الشرب الآمنة من قبل جميع الولايات الأمريكية.[12]